# یواس‌اس ساکرامنتو (ای‌اوئی-۱)
یواس‌اس ساکرامنتو (ای‌اوئی-۱) (به انگلیسی: USS Sacramento (AOE-1)) یک کشتی بود که طول آن ۷۹۶ فوت (۲۴۳ متر) بود. این کشتی در سال ۱۹۶۳ ساخته شد.